# Bzenice
Bzenice (en serbe cyrillique : Бзенице) est un village de Serbie situé dans la municipalité d'Aleksandrovac, district de Rasina. Au recensement de 2011, il comptait 283 habitants.

## Démographie
| 1948 | 1953  | 1961  | 1971 | 1981 | 1991 | 2002 | 2011 |
| ---- | ----- | ----- | ---- | ---- | ---- | ---- | ---- |
| 958  | 1 019 | 1 005 | 723  | 588  | 432  | 421  | 283  |

|  |